# Habronyx sonani
Habronyx sonani är en stekelart som först beskrevs av Tohru Uchida 1958.  Habronyx sonani ingår i släktet Habronyx och familjen brokparasitsteklar. Inga underarter finns listade i Catalogue of Life.